# ألان جونسون (لاعب كرة قدم)
ألان جونسون (بالإنجليزية: Alan Johnson)‏ (13 مارس 1947 بستوك أون ترينت في المملكة المتحدة - ) هو لاعب كرة قدم بريطاني في مركز جناح ‏. لعب مع بورت فايل وستافورد رينجرز.